# Omar Tobb
Omar Tobb ist ein gambischer Politiker.

## Leben
| Parlamentswahl | Stimmen | Stimmanteil |
| -------------- | ------- | ----------- |
| 2012           | 4.572   | 43,51 %     |
| 2017           | 715     | 8,61 %      |

Omar Tobb trat bei der Wahl zum Parlament 2012 als unabhängiger Kandidat im Wahlkreis Lower Fulladu West in der Janjanbureh Administrative Area an. Mit 43,51 % konnte er den Wahlkreis vor Yerro M. C. Mballow (APRC) für sich gewinnen. Zu den Wahlen zum Parlament 2017 trat Tobb im selben Wahlkreis erneut an. Mit 8,61 % konnte er den Wahlkreis nicht halten, er verlor ihn an Alhagie Darboe (UDP).
| Personendaten    | Personendaten        |
| ---------------- | -------------------- |
| NAME             | Tobb, Omar           |
| KURZBESCHREIBUNG | gambischer Politiker |
| GEBURTSDATUM     | 20. Jahrhundert      |